# Мјунисинг (Мичиген)
Мјунисинг (енгл. Munising) град је у америчкој савезној држави Мичиген. По попису становништва из 2010. у њему је живело 2.355 становника.

## Демографија
Према попису становништва из 2010. у граду је живело 2.355 становника, што је 184 (7,2%) становника мање него 2000. године.
| Група             | 2000.         | 2010.         |
| Белци             | 2.370 (93,3%) | 2.125 (90,2%) |
| Афроамериканци    | 4 (0,2%)      | 4 (0,2%)      |
| Азијати           | 17 (0,7%)     | 16 (0,7%)     |
| Хиспаноамериканци | 25 (1,0%)     | 32 (1,4%)     |
| Укупно            | 2.539         | 2.355         |